# 石原淋
石原 淋（いしはら りん、1971年12月9日 - ）は日本の舞踊家。
上京後、岩下志麻のマネージャーであった市川しげ子と出会い芸能界に進むが、1994年の初出演ドラマで田中泯と出会い、その世界観に魅了され、それまでの演劇活動をすべて辞め、より深い身体表現へと転身する。田中泯に出会う以前は深町幸男にも演技指導を受けていた。1996年に田中泯演出・出演の舞台に初参加、以後、同氏演出による数々の作品に出演。2001年より同氏主宰の桃花村舞踊団（2006年活動停止）では中心的存在となった。現在はソロダンサーとして活躍している。
代表作に、2006年から開始し現在まで継続している田中泯の完全振付によるシリーズ「昭和の体重」（音楽：灰野敬二）、シリーズ「否連続」、シリーズ「野をさがす」、シリーズ「象が聴こえる」、シリーズ「オドリといるために」、また野外公演で複数回行った「八月十五日のエトランゼ」などがある。作品は主に、東京中野区にあるオルタナティブ・スペースplan-Bで発表されている。田中泯同様、これまでの公演履歴は並外れに多数行っている。
2012年11月に、ダンサー名を石原志保から石原淋へと改名した。

## 略歴
- 1971年： 鹿児島県に生まれる。
- 1996年： 初舞台は、田中泯演出による 舞台 (千年の愉楽 原作：中上健次）、共演：観世栄夫、田中泯、他。
- 1998年-1999年： 田中泯演出 国際共同プロジェクト「Grimm Grimm」 Archa Theatre (チェコ)。
- 1999年： 多国籍プロジェクト 田中泯 演出 舞台作品「Romance」　世田谷パブリックシアター(日本)。
- 2000年： 桃花村舞踊団公演「風の失意」 plan-B(東京中野) 。
- 2000年7月-8月： 桃花村舞踊団アメリカ・ヨーロッパツアー
- 2001年： 田中泯主宰桃花村舞踊団の中心的メンバーとなる。

そのほかの公演地に、 P.S.1(ニューヨーク)、 S.M.A.K. Museum（ベルギー）、Santiago de Compostela（イタリア）、Miguel Galanなど。

## 出演

### 映画
- 金色のくじら（ナス・ プロモーション、1996年） -  木島冴子 役
- MISTY（ギャガ・コミュニケーションズ、2004年） -  砂の母 役
- 始まりも終わりもない（マジックアワー、2013年） -  女 役

### テレビ
- NHK音楽映像ドラマ「ハムレット幻蒼」（NHK、1994年） - オフィーリア 役
- NHK第20回創作テレビ スペシャルドラマ「飛べない羽」（NHK、1997年）
- NHK音楽・伝統芸能番組 「兵士の物語」（NHK、2004年） - 指揮：準・メルクル、 演出：田中泯
- 夢を与える（WOWOW、2015年5月） - 小園 役